# Microtus duodecimcostatus
Microtus duodecimcostatus е вид бозайник от семейство Хомякови (Cricetidae).

## Разпространение
Видът е разпространен в Андора, Испания, Португалия и Франция.